# ナンセンストリオ
ナンセンストリオは、1960 - 1970年代に活躍した三人組のお笑いグループ。演芸ブームの1つである「トリオブーム」の中核を成した。

## メンバー
- 江口明（えぐち あきら、1925年5月5日  - 2005年5月22日）
- 岸野猛（きしの たけし、1935年5月 - 2022年）
- 前田隣（まえだ りん、1936年4月12日 - 2009年2月19日）

## 経歴
- 1964年結成。
- 結成当初は江口明、岸野猛、青空球児の3名がメンバーであったが、球児の脱退により新規メンバーとなった前田隣の参加後に人気を博す。
- 忍者の装束で演じる「♪ 親亀の背中に子亀を乗せて〜、子亀の背中に孫亀乗せて〜、孫亀の背中にひぃ孫亀乗せて〜、親亀こけたら子亀・孫亀・ひぃ孫亀みなこけた」のギャグで知られる[1]。
- いまや一般的な遊びとなった「赤あげて! 白下げて! 白あげないで赤下げる!」の旗揚げコントの創始者でもある。
- 1966年7月10日に、19時から放送されたTBS系列『ウルトラマン前夜祭』に泥棒役で出演するが、同じ19時から新番組としてNTV系列で放送開始された『大爆笑』にも出演するなど当時の人気振りがうかがえる。
- 解散後、岸野は元「トリオスカイライン」の原田健二と漫才「ナンセンス」を結成するも2018年に解散し、原田の死後に岸野は漫談に転向した。江口と前田は「ザ・ビッグ」を結成し、のちに前田は漫談へ転向した。
- 岸野は「社団法人漫才協会」の理事を務めた。
- 前田は晩年まで「ボーイズバラエティ協会」相談役を務めた。
- 2005年5月22日、江口が死去、80歳没。
- 2009年2月19日、前田が肝硬変のため死去、72歳没。
- 2022年4月30日、岸野が東京都の自宅で死去したと訃報が発表された。86歳没。これにより、メンバー全員が鬼籍に入った。

## 出演番組
- ウルトラマン前夜祭 ウルトラマン誕生（前述）
- コメットさん 第2話（チンドン屋）
- シルバー仮面 第2話（村人）
- 大爆笑（前述）
- インスピレーションクイズ（コントレギュラー）
- 意地悪ばあさん 第34話
- 風　第9話　走れ! 新十郎（敵方忍者）
- 水曜日のダウンタウン（TBS）- 2015年7月29日、岸野のみ

## 註
1. ↑  上方中心に活躍した三味線漫才トリオ・三人奴が元ネタ。